# World Painted Blood
World Painted Blood (Svět namalovaný Krví) je v pořadí jedenácté studiové album americké thrashmetalové skupiny Slayer. Vyšlo 3. listopadu 2009 pod vydavatelstvím American/Sony Music a bylo produkováno Rickem Rubinem a Gregem Fidelmanem. Za první týden se prodalo více než 41 000 kopií v Americe a bylo umístěno na 12. místo The Billboard 200. V roce 2015 bylo prodáno více než 160 000 kopií. Písnička „Hate Worldwide“ byla nominována na Nejlepší metalový výkon za rok 2009, avšak nevyhrála. Vyhrála píseň od Iron Maiden „El Dorado“.

## Seznam skladeb
1. „World Painted Blood“ – 5:53 (Hanneman/Araya)
2. „Unit 731“ – 2:40 (Hanneman)
3. „Snuff“ – 3:42 (King)
4. „Beauty Through Order“ – 4:37 (Hanneman/Araya)
5. „Hate Worldwide“ – 2:52 (King)
6. „Public Display Of Dismemberment“ – 2:35 (King)
7. „Human Strain“ – 3:09 (Hanneman/Araya)
8. „Americon“ – 3:23 (King)
9. „Psychopathy Red“ – 2:26 (Hanneman)
10. „Playing With Dolls“ – 4:14 (Hanneman/Araya/King)
11. „Not Of This God“ – 4:20 (King)

## Sestava
- Tom Araya – zpěv, baskytara
- Jeff Hanneman – kytara
- Kerry King – kytara
- Dave Lombardo – bicí